# Geranium 'Nimbus'
Geranium 'Nimbus' — сорт рода Герань (Geranium) семейства Гераниевые (Geraniaceae).

## Описание сорта

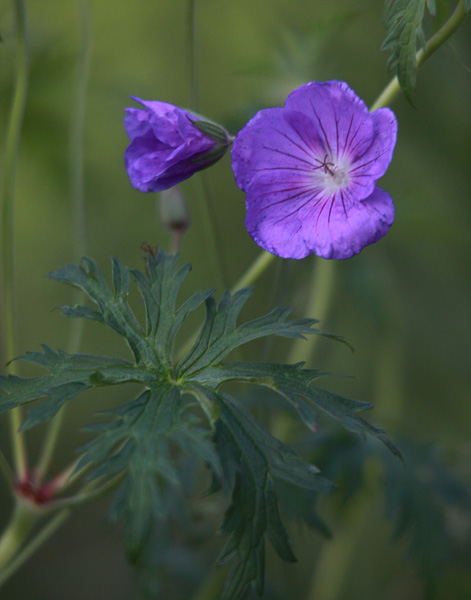
Цветок Geranium 'Nimbus'

Высота куста 15—45 см, ширина 30—60 см.
Цветки лавандово-голубые с фиолетовыми прожилками и белым центром.
Листва ажурная, похожа на листья Geranium 'Ann Folkard'
Цветение обильное.

## В культуре
Сорт Geranium 'Nimbus' популярен в качестве декоративного, красивоцветущего растения открытого грунта. Используется для одиночной посадки и цветников, выполненных в сине-жёлтой гамме.
Зоны морозостойкости (USDA-зоны): от 5b (−23,3 °C… −26,1 °C), до 8b (−6,7 °C… −9,4 °C).